# Albán Szocialista Párt
Az Albán Szocialista Párt (albánul Partia Socialiste e Shqipërisë) egy politikai párt Albániában. Az Albán Munkapárt utódpártja, hivatalos örököse. Elnöke Edi Rama, aki 2013 óta Albánia miniszterelnöke. A párt az Albán Demokrata Párt mellett Albánia két fő pártjának egyike.

## Történet
Miután 1991-ben megszűnt a kommunista ideológiájú Albán Munkapárt, a politikusai bejelentették, hogy egy demokratikusabb irányvonalat követő pártot fognak létrehozni. Így jött létre az Albán Szocialista Párt.
A párt elnöke Edi Rama albán miniszterelnök, aki korábban Tirana főpolgármestere volt. A párt jelenleg Albánia vezető kormánypártja.

## Választási eredmények
| év   | szavazatarány | mandátumszám | szavazatszám | státusz     |
| ---- | ------------- | ------------ | ------------ | ----------- |
| 1992 | 23,7          | 38           | 433 602      | ellenzék    |
| 1996 | 20,4          | 10           | 335 402      | ellenzék    |
| 1997 | 31,6          | 101          | 413 369      | kormánypárt |
| 2001 | 41,4          | 73           | 555 272      | kormánypárt |
| 2005 | 39,4          | 42           | 538 906      | ellenzék    |
| 2009 | 40,9          | 65           | 620 586      | ellenzék    |
| 2013 | 41,4          | 65           | 713 407      | kormánypárt |
| 2017 | 48,2          | 74           | 764 761      | kormánypárt |
| 2021 | 48,6          | 74           | 768 177      | kormánypárt |